# نوريل
نويل سانتوس رومان المعروف باسمه المسرحي نورييل ، هو مغني راب وكاتب أغاني بورتوريكو، وقع على Sony Music Latin . أصبح نوريل معروفًا بعد أن غنى مع مالوما على مساره «كواترو بابيز» وأصدر ألبومًا شهيرًا يسمى تراب كابوس: الموسم الأول. 